# Coalición política
Se conoce como coalición política, alianza política, frente político o bloque político al pacto entre dos o más partidos políticos, normalmente de ideas afines, para gobernar un país, una región u otra entidad administrativa.
En la mayoría de los regímenes democráticos, las coaliciones están permitidas y se producen cuando un solo partido o grupo político no tiene los suficientes apoyos en la cámara legislativa correspondiente (congreso, senado o ambos), como consecuencia de los resultados electorales. De este modo, los diputados de los grupos que van a formar la coalición suelen votar al candidato del partido más votado, a condición de que los grupos minoritarios reciban contrapartidas no establecidas, como carteras ministeriales (que se suelen repartir de acuerdo al peso parlamentario) o una orientación determinada de las políticas del nuevo gobierno.
Las coaliciones pueden formarse antes o después de la celebración de las elecciones. Pueden ir a la convocatoria electoral con sus listas fusionadas, en cuyo caso se lo denomina coalición electoral, o bien pueden ir por separado para luego unirse a la hora de formar gobierno. Cuando miembros de varios partidos pertenecen a dicho gobierno, se habla de gobierno de coalición.
En Europa son muy comunes las coaliciones de gobierno, ya que suele haber más de dos partidos mayoritarios, y ninguno suele alcanzar el 50% de los apoyos parlamentarios.
En el caso particular de España hasta la fecha todos los ministros que han ido formando los gobiernos sucesivos han sido del partido mayoritario o independientes, debido a que hay un bipartidismo de facto, que suele otorgar una clara mayoría a uno de los dos principales partidos (PP y PSOE). Esto se debe en gran medida al sistema electoral, basado en la ley d'Hondt, uno de los métodos electorales proporcionales del tipo del mayor cociente. El método d'Hondt es el que más beneficia a las agrupaciones mayoritarias, haciendo que en muchas ocasiones algunas votaciones individuales de candidatos en las listas resulten irrelevantes; y este Sistema D'Hondt es el que mayor distorsión provoca en cuanto a la proporción entre votos por partido y cargos electos.
En España, algunos grupos minoritarios a nivel nacional (generalmente nacionalistas), pero mayoritarios en sus respectivas comunidades autónomas, han apoyado a los gobiernos a cambio de recibir mayores cuotas de autogobierno o financiación para sus regiones, salvo en los casos que ha habido mayorías absolutas.